# Tympanuchus cupido cupido
Tympanuchus cupido cupido é uma subespécie extinta de tetraz-das-pradarias. Eram extremamente comuns em seu habitat durante os tempos coloniais, mas, sendo uma ave galinácea, eram caçadas por colonos extensivamente em busca de alimento, sendo extinta em 1932.